# Исламов, Дониор
Дониор Исламов (рум. Donior Islamov; 3 декабря 1989, Ташкент, Узбекская ССР, СССР) — молдавский борец греко-римского стиля, призёр чемпионатов Европы.

## Спортивная карьера
Родился в Ташкенте, ему было предложено представлять Узбекистан, но он выбрал гражданство Молдавии. Выступает под руководством Юрия Богдана (Флорешты), с 2006 года тренируется у Михаила Куку. В 2012 году стал чемпионом мира среди студентов, в 2014 году бронзовым призёром. В феврале 2016 года стал победителем международного турнира в Киеве. В марте 2016 года стал бронзовым призёром чемпионата Европы в Риге, обыграв в схватке за 3 место серба Кристиана Фриса. В том же 2016 году стал чемпион Бундеслиги Германии представляя клуб АСВ «Нединген». В мае 2018 года стал бронзовым призёром чемпионата Европы в Каспийске, обыграв в схватке за медаль хорвата Ивана Лизатовича

## Спортивные результаты на крупных международных соревнованиях
- Чемпионат Европы по борьбе 2009 — 22;
- Чемпионат Европы по борьбе 2010 — 8;
- Чемпионат мира по борьбе 2010 — 23;
- Чемпионат Европы по борьбе 2011 — 20;
- Чемпионат мира по борьбе 2011 — 12;
- Чемпионат Европы по борьбе 2012 — 26;
- Чемпионат Европы по борьбе 2013 — 22;
- Чемпионат мира по борьбе 2013 — 31;
- Чемпионат мира по борьбе 2014 — 18;
- Европейские игры 2015 — 26;
- Чемпионат Европы по борьбе 2016 — ;
- Чемпионат Европы по борьбе 2017 — 16;
- Чемпионат мира по борьбе 2017 — 25;
- Чемпионат Европы по борьбе 2018 — ;
- Чемпионат мира по борьбе 2018 — 9;
- Чемпионат Европы по борьбе 2019 — 11;
- Чемпионат мира по борьбе 2019 — 18;
- Чемпионат Европы по борьбе 2020 — 13;